# مقاطعة واشيتا (أوكلاهوما)
مقاطعة واشيتا (بالإنجليزية: Washita County)‏ هي إحدى مقاطعات ولاية أوكلاهوما في الولايات المتحدة الأمريكية.